# This Mortal Coil
This Mortal Coil was een muzikaal project van Ivo Watts-Russell, stichter van het Britse platenlabel 4AD Records. 
Met het project bracht hij belangrijke artiesten van 4AD samen met enkele anderen die niet bij het label hoorden onder een gemeenschappelijke naam. Er waren onder andere bijdragen van Howard Devoto, Colourbox, Xmal Deutschland, Dead Can Dance en Cocteau Twins. 
Tussen 1983 en 1991 bracht This Mortal Coil drie albums uit: It'll End in Tears, Filigree & Shadow, en Blood, die elk grotendeels interpretaties bevatten van songs van artiesten uit de jaren 70, zoals Alex Chilton, Chris Bell, Roy Harper en Gene Clark. 
This Mortal Coil is in Nederland vooral bekend geworden door de song Song to the siren van Tim Buckley van de EP It'll End in Tears, doordat diskjockey Peter van Bruggen het vaak draaide in zijn radioprogramma Weeshuis van de hits. De song wordt uitgevoerd door Elizabeth Fraser (zang) en Robin Guthrie (elektronica) van de Cocteau Twins. Ook de cover You and Your Sister was een Top 40 hit.
De naam "This Mortal Coil" ("Dit Sterfelijk Omhulsel") komt uit het toneelstuk Hamlet en is een poëtische verwijzing naar de aardse toestand.

## Discografie
- Sixteen Days/Gathering Dust EP (1983)
- It'll End in Tears (1984)
- Filigree & Shadow (1986)
- Blood (1991)
- 1983-1991 (1993)